# 中島良史
中島 良史（なかじま よしふみ、1990年9月25日 - )は、高知県出身のバスケットボール選手である。身長175cm、体重78kg。ポジションはポイントガード。

## 特徴
スピードを活かしたドライブを得意とする
。和歌山のヘッドコーチであったジェリコ・パブリセヴィッチは中島について更なる成長が必要としながらも、身体能力とスピード、シュート力については高く評価していた。

## 来歴
高知市出身で、高知大学教育学部附属中学校から2006年4月に明徳義塾高等学校に進学後、2007年と2008年のインターハイとウィンターカップに出場した。高校卒業後は天理大学に進み、この頃から「ゴツ」の語呂合わせで背番号52を背負うようになった。
大学卒業後の2013年5月に和歌山トライアンズの練習生兼球団スタッフとなり、フロント業務をこなしながら練習を続け、同年8月に選手契約を結んだ。
2013-14シーズン、2013年10月24日にカシマスポーツセンターで行われたつくばロボッツ戦で初出場し、2得点を挙げた。11月3日にノーリツアリーナ和歌山で行われた熊本ヴォルターズ戦ではホーム戦初出場を果たし、フリースローから1得点を記録した。このシーズン、出場試合数9、総得点10点に終わる。シーズン終了後、チームは経営難による人件費の削減を理由に選手の大半と契約を更新せず、中島も和歌山を退団することになった。
その後2014年6月に行われたbjリーグのトライアウトを受験し、その後のbjリーグドラフト会議にて秋田ノーザンハピネッツから1順目で指名を受けた。翌7月、秋田は中島との契約合意を発表した。
2015-16シーズンは青森ワッツに所属。Bリーグ発足初年度の2016-17シーズンはB2の愛媛オレンジバイキングスに所属。2017-18シーズンはパスラボ山形ワイヴァンズと契約。
2022年オフ、鹿児島レブナイズに移籍。
2024年7月、パスラボ山形ワイヴァンズへ復帰した。

## 個人成績
| シーズン | チーム | GP | GS | MPG | FG%  | 3P%  | FT%  | RPG | APG | SPG | BPG | TO  | PPG |
| -------- | ------ | -- | -- | --- | ---- | ---- | ---- | --- | --- | --- | --- | --- | --- |
| 2013-14  | 和歌山 | 9  | 0  | 3.0 | .333 | .000 | .333 | 0.6 | 0.1 | 0.3 | 0.1 | 0.7 | 1.1 |
| 2014-15  | 秋田   | 17 |    | 5.2 | .432 | .286 | .500 | 0.9 | 0.6 | 0.1 | 0   | 0.5 | 2.2 |
| 2015-16  | 青森   | 44 |    | 9.3 | .384 | .306 | .900 | 1.3 | 0.6 | 0.3 | 0.0 | 0.5 | 2.4 |